# Gavilea odoratissima
Gavilea odoratissima är en orkidéart som först beskrevs av Eduard Friedrich Poeppig och Stephan Ladislaus Endlicher, och fick sitt nu gällande namn av Eduard Friedrich Poeppig. Gavilea odoratissima ingår i släktet Gavilea och familjen orkidéer. Inga underarter finns listade i Catalogue of Life.

## Bildgalleri

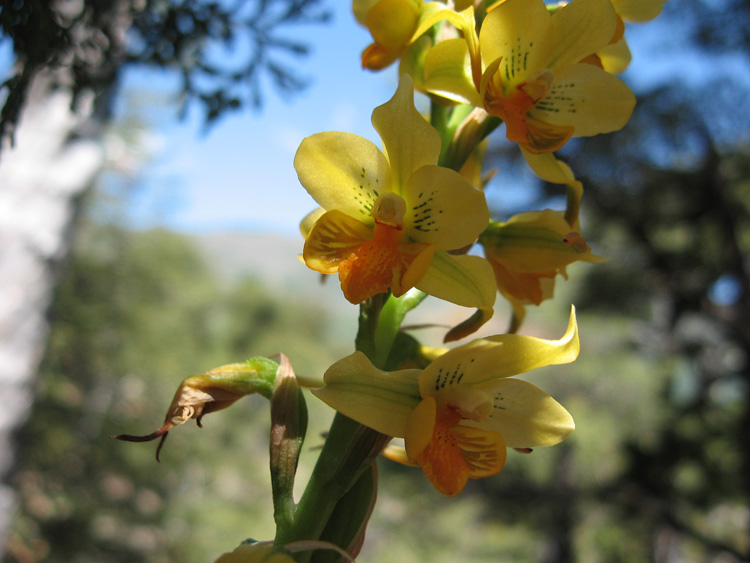